# Muromià
El Muromià fou una llengua de la qual no en queden restes, generalment considerada uraliana i habitualment classificada com a fino-volgaica. El lingüista Aleksandr Matveyev va identificar l'àera toponímica entre la part baixa dels rius Okà i Kliazma, com la corresponent a Muroma. Segons la toponímia, el Muromià fou una llengua propera al Merya.